# Ermenburga von Minster
Ermenburga von Minster, auch Domneva genannt, (* in Kent; † nach 695 in Minster in Thanet Priory bei Ramsgate in England) war eine englische Nonne. Ermenburga ist althochdeutsch für die große Schützerin.
Ermenburga soll die älteste Tochter von König Eormenred von Kent gewesen sein. Sie heiratete Merewald von Magonset, Westmercia. Sie hatten vier Kinder, Merefin, die jung starb, Midburg von Wenlock, Mildred von Minster und Midgytha. Nach dem Tod ihres Mannes und der Ermordung ihrer beiden Brüder nach einer Auseinandersetzung mit Egbert von Kent forderte und erhielt sie von diesem statt des üblichen Wergelds Land für die Gründung des Klosters Minster in Thanet, das sie als erste Äbtissin leitete. 695 folgte ihre Tochter als Äbtissin nach.
Ihr kirchlicher Gedenktag ist der 19. November.